# 莲花石题刻
莲花石题刻（曾定名为蓮花石枯水題記，也称莲花石枯水位题记）是位於中国重慶市江津区長江中的一处枯水题刻，其时间跨度从南宋乾道中期的1171年至民国时期的1937年，约八百年，是长江上游水文的重要参考资料。2000年列為第一批重慶市文物保護單位。

## 概况
江津莲花石（又称跳蹬石、跳墩石、挑灯石、江心砥石）位于重庆市江津区几江街道东门外长江航道北侧江水中（在几江长江大桥东侧不远处），常年没于水下，仅在江水特枯年份的早春时节露出水面。其全部露出水面时面积800多平方米，高程为180.89米，在江流中像一朵盛开的莲花。明朝官员江渊将莲花石列为“江津八景”之一，名曰“江心砥石”。

### 文物保护
莲花石枯水题记于1987年1月23日列入重慶市第二批市級文物保護單位初定名單，1992年3月19日列为原重慶市第二批市級文物保護單位。2000年9月7日，莲花石题刻被列为第一批重慶市文物保護單位。

## 题刻
莲花石由36块大小各异的礁石交错组成，其上有题刻共计38处，分布在11块礁石上，计有诗词47首（五言律诗2首；七言律诗5首；五言绝句3首；七言绝句36首；词1首）其中明代3首，民国7首，其余都是清代题刻；题记年份14个，有楷书、行书、草书和隶书字体，年代上自南宋乾道辛卯年（1171年），下至1937年。除文字题刻外，莲花石下部有一朵八瓣莲花形的线刻莲花，是目前莲花石上发现的唯一图案题刻。莲花石上所留下的题刻记录了近800年的长江枯水位情况，是水文考古重要资料。
莲花石枯水题刻内容大致可分为三类：
- 咏叹莲花石的奇特风姿；
- 对“石现兆丰年”的祝颂；
- 明代四川泸州女史谢秋芳在莲花石殉情前的绝命诗及后人对其的缅怀诗。

相传明崇祯年间泸州名妓谢秋芳才色艺三绝，只与名士交往。适逢江津杨生在泸州做官，后来两人结识，互生爱意。此后杨生遭诬被贬，离开泸州回江津时向谢秋芳承诺将为其赎身并结连理。然而杨生回乡时遭风寒，后一病不起直至亡故。因久未获音讯，谢秋芳自赎至江津找杨生，得知其已亡故后，悲痛欲绝，后受杨生好友邀请游览莲花石，最终在吟诗悼念杨生后，便殉情于江心。
莲花石上镌刻的谢秋芳绝命诗如下：
买舟重到几江滨    烟水空蒙夜月新
回首琵琶歌舞处   翠钿冷落不成春

幽怀脉脉少人知   身似杨花萎地时
不耐闲情春梦冷   石莲台畔写愁诗

### 枯水位年份
旧《江津县志》记载：“宋乾道中刻数行镌于江崖碧”。《重庆府志•江津县》明代本记载：“挑灯石即莲花石在县北江水中不常见见则人以占丰年”。当地有“石不常见，见则年丰”的说法，意思是当此处水位较低莲花石出露，则预示着新的一年是丰收之年。
据1995年出版的《江津县志》记载，题刻断续记录了多年枯水情况，具有研究价值：
| 时序 | 莲花石题记年份                       |
| ---- | ------------------------------------ |
| 1    | 宋乾道辛卯（1171）年正月十九日       |
| 2    | 明洪武二十五（1392）年闰十二月卅日   |
| 3    | 明嘉靖二十五丙午（1546）年正月初八日 |
| 4    | 明嘉靖四十六（1567）年正月           |
| 5    | 清雍正甲辰（1724）年                 |
| 6    | 清道光四年癸未（1823）               |
| 7    | 清光绪乙酉（1885）年                 |
| 8    | 民国四年乙卯（1915）                 |
| 9    | 民国二十六年丁丑（1937）             |
| 10   | 1952年                               |
| 11   | 1963年                               |
| 12   | 1973年                               |
| 13   | 1978年                               |
| 14   | 1981年                               |

此后，莲花石还曾于1987年、2007年、2018年2月23日至3月3日、2021年露出水面，文物工作人员曾多次在其露出水面之时对题刻进行拓印及其他保护工作。但三峡蓄水后，由于河床缓慢抬升等原因，近来年莲花石出水频率减少。文物专家指出，因为三峡工程的建设，重庆的枯水题刻中，目前还在江心并且能自然出水的只有江津莲花石。其余的枯水题记，要么变成博物馆（白鹤梁水下博物馆），要么搬迁岸上（奉节的“水落至此”碑），要么一直被淹没在江底，未来莲花石也有不再露出水面的可能。